# Relations entre le Guatemala et l'Union européenne
Les relations entre le Guatemala et l’Union européenne sont basées sur le dialogue de San José de 1984.

## Aide au développement
De 2007 à 2013, l’UE a octroyé 135 millions d'euros au Guatemala pour y soutenir la cohésion sociale, la croissance économique, la sécurité alimentaire et l'intégration régionale.
L'Union contribue aussi au financement de la Commission internationale contre l'impunité au Guatemala (CICIG).

## Sources

## Compléments